# Metrópolis (historieta)
Metrópolis es una ciudad ficticia que aparece en las historietas de DC Comics, y es el hogar de Superman. La primera aparición de Metrópolis fue en Action Comics N° 16 (1939).
El cocreador y artista original de Superman, Joe Shuster, modeló la línea de cielo mezclando Toronto (donde él nació), y Cleveland (donde vivió después y conoció a Jerry Siegel en la secundaria). Después de eso, sin embargo, se convirtió en una analogía de la Ciudad de Nueva York.

## Características
Se ha dicho, que Metrópolis es Nueva York durante el día y Gotham City (hogar de Batman) es Nueva York en la noche; esta comparación es usualmente atribuida a Frank Miller.

## Ubicación
Como muchas otras ciudades ficticias de DC, la ubicación de Metrópolis ha variado bastante a través de los años. Metrópolis, sin embargo, es usualmente representada como una gran ciudad en la costa este de los Estados Unidos.
En las historias anteriores a Crisis en Tierras Infinitas (Crisis on Infinite Earths), Smallville se mostraba como a una distancia para ir conduciendo, pero sin una ubicación. Desde 1986, su ubicación ha sido citada numerosas veces en Kansas.
En la serie de televisión Smallville, parece que Metrópolis estuviera en Kansas o en un estado vecino. En una entrevista, los creadores de Smallville dijeron que Metrópolis se encuentra a unos 160 km de Smallville. En un episodio, una carta es mostrada con la dirección "Metrópolis, KA", sugiriendo que la ciudad se encuentra es ese estado; sin embargo, la abreviación postal para Kansas es "KS", no "KA".
La ciudad real de Metrópolis, Illinois, se ha proclamado a sí misma como "El hogar de Superman" y celebran su "héroe local" de diversas maneras. Por ejemplo, una enorme estatua suya, un pequeño museo de Superman, un festival anual Superman llamado Superman Celebration, y su diario local The Metropolis Planet, un nombre inspirado por el mayor diario en la Metrópolis ficticia: el Daily Planet.

## Instituciones culturales, educativas y de investigación
En los cómics de la Edad de Plata y la Edad de Bronce, un hito importante de Metropolis es el Museo de Superman. El Museo Superman presenta varias exhibiciones dedicadas al superhéroe favorito de Metropolis, similar al Museo de Flash en Ciudad Central. Las exhibiciones del Museo fueron responsables del origen del Compuesto Superman. Los miembros de la organización criminal los 100 en un momento usaron en secreto el Museo Superman como base de operaciones, que fue descubierto por el superhéroe Black Lightning y su némesis, Tobias Whale. Superman, bajo los efectos de la hipnosis, una vez se enfureció y destruyó varias piezas en el museo. El Museo de Superman, al igual que el Museo de Flash, también se muestra generalmente como existente hasta bien entrada a la era de la Legión de Super-Héroes, como se muestra en varias historias. y la serie de televisión de la década de 2000 Legion of Super Heroes.
La rama central de S.T.A.R. Labs, una importante institución de investigación científica, también se encuentra en Metropolis.
El Museo de Historia Natural de Metropolis apareció en la película Superman Returns.

### Educación
La Universidad de Metropolis, el alma mater de Clark Kent, está ubicada en la ciudad de Metropolis; Clark se graduó con una licenciatura en periodismo. La universidad tiene un acuario flotante anclado en la costa llamado "Arca".

### Otros hitos, instituciones y empresas
1. Hotel Centennial - ofrece cocina de clase mundial y una plataforma de observación con vistas a Centennial Park.
2. Parque Centennial[9] - Las actividades en los acres arbolados incluyen la equitación, el canotaje y el golf.
3. 1938 Sullivan - propiedad de Empresas Wayne, Lois Lane[10] y el edificio de apartamentos de Clark Kent es uno de los edificios más antiguos de la ciudad.
4. Universidad de Metropolis[11][12] - La alma mater de Clark Kent, esta institución de la Ivy League cuenta con escuelas de periodismo, derecho y negocios muy respetadas.
5. S.T.A.R. Labs[13][14] - El brazo de Metropolis del think-tank científico de propiedad privada fundado por el Dr. Garrison Slate.
6. Steelworks[15][16] - La fundición de John Henry Irons en el distrito Old Hook Basin de Suicide Slum incluye una variedad de tecnología avanzada para ayudar a Superman.
7. Suicide Slum -  A pesar de haber sido arrasado y renovado por Brainiac 13,[17] Suicide Slum, donde Bibbo tiene su bar Ace O' Clubs, sigue siendo un sumidero de delincuencia y pobreza.
8. Precinto de la Unidad de Delitos Especiales[18] - La sede mejorada de la SCU de Metropolis alberga oficinas, armerías y celdas de detención.
9. Penitenciaria Isla de Stryker[19][20] - la prisión de máxima seguridad definitiva posee instalaciones de detención de alta tecnología diseñadas para acomodar a los villanos metahumanos más poderosos.
10. Union Station - Ubicada en el corazón de la ciudad, Union Station conecta la red ferroviaria nacional con la exclusiva red de cercanías "Rail Whale" de Metropolis.
11. Hospital de Ciudad Metropolis - el centro médico de última generación mantiene un programa de privilegios compartidos con S.T.A.R. Labs.
12. Museo Extraterrestre Julio Verne[21] - el museo exhibe artefactos de mundos alienígenas y presenta conferencias de invitados de héroes interplanetarios.
13. Exploratorio de Ciencias de Lena Luthor - los avances tecnológicos abundan en este museo interactivo.
14. Ayuntamiento - el centro administrativo de Metropolis tiene oficinas de servicios de emergencia, gubernamentales y de alcalde.
15. Presa S.A.I. - las obras hidráulicas hidroeléctricas controlan el flujo de los ríos gemelos y el reciclaje del embalse de la ciudad.
16. Hipersector -  El centro financiero y de negocios de Metrópolis.
17. Hotel Metropolis - alojamiento de lujo de cinco estrellas ubicado en el corazón del centro.
18. Shuster Hall - el principal teatro de Metropolis ha estado en servicio desde 1938.
19. Edificio GBS - el centro corporativo del conglomerado de medios de Galaxy Communications.[22]
20. Edificio Daily Planet - el hogar del respetado periódico de circulación mundial.[23] El edificio del Daily Planet, con su distintivo globo holográfico, es uno de los monumentos más importantes de la ciudad.
21. Museo de Arte de Metropolis - las galerías incluyen importantes obras artísticas históricas y contemporáneas.
22. Torre LexCorp[24][25] - diseñadas para formar una doble L, las ciudadelas de 307 pisos de Lex Luthor (con centinelas robot y ventanas de vidrio mutables) es el rascacielos más alto de Metrópolis.

## Industria
LexCorp, fundada por Lex Luthor, se esfuerza en todos los aspectos de la tecnología, la comunicación, la ciencia médica, la ciencia técnica, la ingeniería arquitectónica, la tecnología del futuro y más.
Steelworks es el laboratorio del Dr. John Henry Irons y, después de post-crisis, llegó a rivalizar con LexCorp a medida que su alcance se expandía a muchas industrias diferentes. John Henry renombró Steelworks Ironworks para alejarse de su vida de superhéroe como Steel.

## Ley y gobierno

### Alcaldes
Al menos cuatro alcaldes se consideran parte de la historia de Metropolis:
- Alcalde Frank Berkowitz - el alcalde Frank Berkowitz comenzó su mandato antes de la primera reunión pública conocida de Superman con Lex Luthor, como se muestra en la miniserie Man of Steel #4 de John Byrne. A Superman se le dio a elegir: unirse a Luthor y recibir un cheque generoso de él como primer pago por sus servicios, o arrestar a Luthor por los eventos en el n.° 4 como Berkowitz le pidió que hiciera. La decisión de Superman convirtió a Lex Luthor en su enemigo más mortal hasta el día de hoy. Algunos años más tarde, Frank Berkowitz fue asesinado por un francotirador contratado por Lex Luthor.
  - El alcalde Frank Berkowitz apareció en el episodio de Lois & Clark: The New Adventures of Superman, "The Man of Steel Bars", interpretado por Sonny Bono. En diferentes puntos de este episodio, Alcalde Berkowitz hizo referencia a los títulos de las canciones que interpretó su actor con Cher. Habló sobre la ola de calor de Metrópolis en noviembre cuando los científicos sospecharon que Superman era el responsable cuando secretamente era una fábrica propiedad de Lex Luthor que emitía grandes cantidades de calor. Una vez que Superman arregló la fábrica cuando Lois rogó en la televisión que Superman regresara, el alcalde Berkowitz notó el cambio de temperatura cuando Lex Luthor usa una escapatoria para evitar ser incriminado.
- Alcalde "Buck" Sackett - "Buck" Sackett fue elegido sucesor de Berkowitz. Era secretamente el "títere" de Lex Luthor.
- Alcaldesa Fleming - la alcaldesa Fleming es una mujer afroamericana que ha sido presentada en los respaldos de Jimmy Olsen de Nick Spencer. Ella eligió a Jimmy Olsen y Sebastien Mallory para mostrarles a los habitantes de Dalwyth la ciudad.
- Alcalde Rob Morrisroe - el alcalde Rob Morrisroe es el alcalde de Metropolis en el primer número de Superman (vol. 3), a partir del reinicio de New 52 de DC en 2011.

### Departamento de Policía de Metropolis

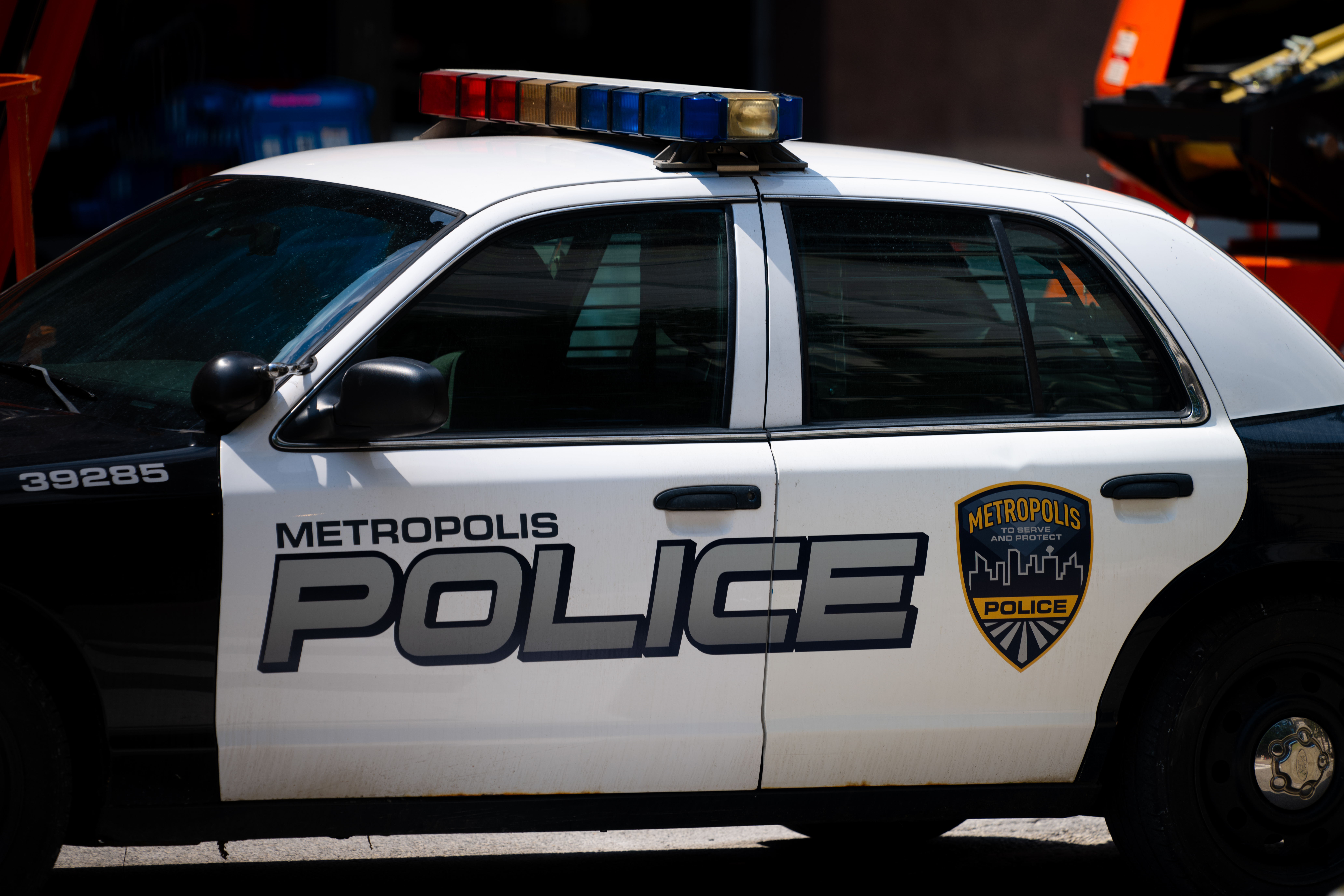
Coche de policía de Metrópolis, de la película Superman (2025)

El Departamento de Policía de Metropolis, encabezado por el comisionado David Corporon, posee una Unidad de Delitos Especiales dedicada a defender la ciudad contra amenazas sobrehumanas en caso de que Superman esté ausente. La unidad está encabezada por Maggie Sawyer y Dan Turpin, quienes mantienen un contacto frecuente con el Hombre de Acero. Otro de los contactos policiales de Superman a lo largo de los años ha sido el inspector William Henderson, quien actualmente es el comisionado de policía de Metropolis. La unidad de policía aparece en una serie limitada de 1994-1995, Metropolis SCU. En algún momento durante el año perdido después de Infinite Crisis, la división del Departamento de Policía de Metropolis dedicada a los crímenes sobrehumanos pasó a llamarse Policía Científica, aparentemente una referencia al grupo de nombre similar en el Siglo 31 de la Legión de Superhéroes.
La Penitenciaria Isla de Stryker (basada en la Isla Rikers de Nueva York) es el nombre de la prisión más grande de Metrópolis, así como el nombre de la isla en la que se encuentra; está ubicada en el Río Oeste de Metrópolis, al sur de New Troy (la isla de Riker de la vida real se encuentra en el Río Este, conectada por un puente para peatones y vehículos al distrito cercano de Queens, aunque la isla en sí y su complejo carcelario son técnica y oficialmente parte de El Bronx).

### Departamento de Bomberos de Metrópolis

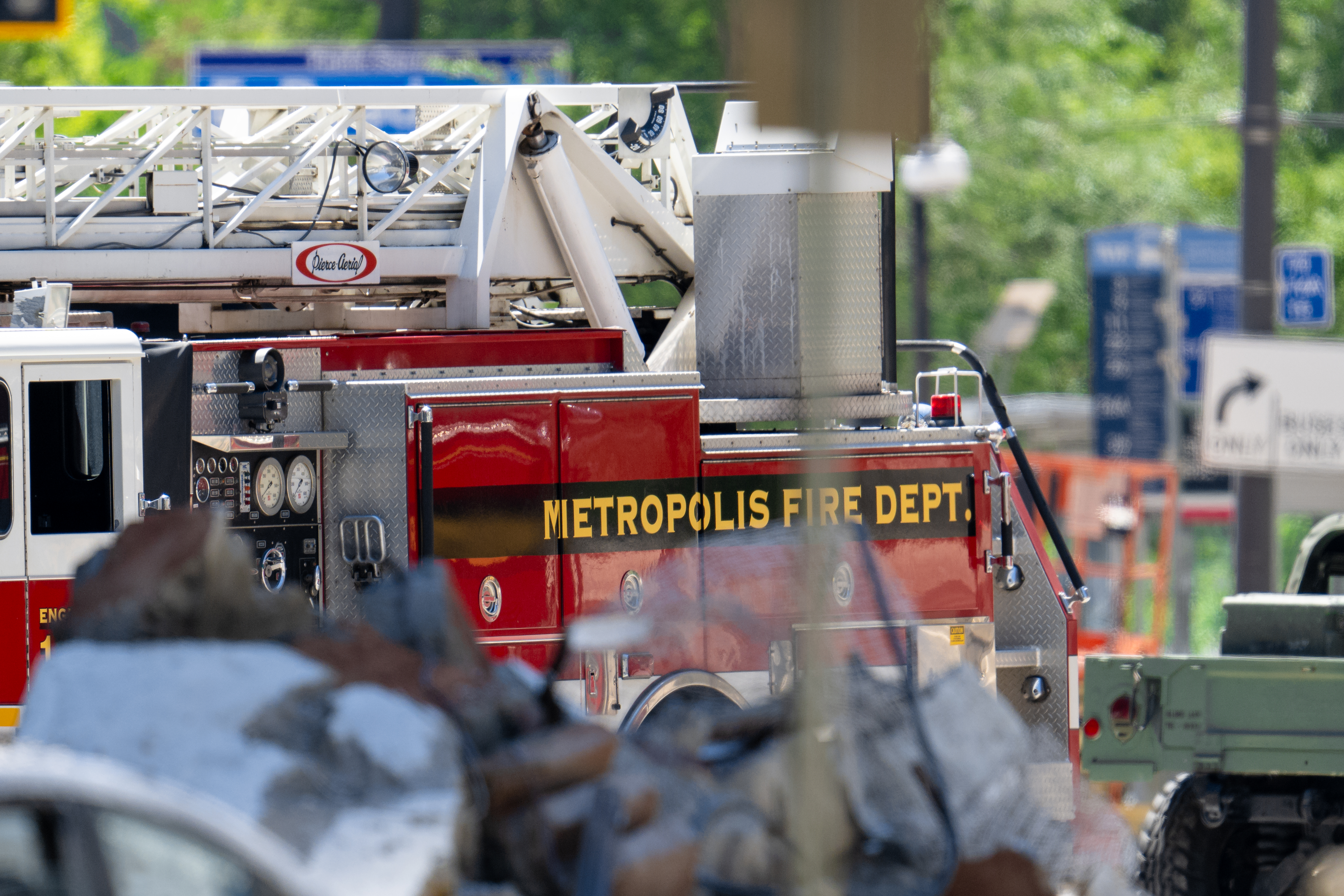
Coche de bomberos, de la ciudad de Metrópolis, en la película Superman (2025).

Después de la Post-Crisis, se muestra que el bombero Farrell es miembro del departamento de bomberos de Metropolis. A partir de Batman & Superman: World's Finest #4 (julio de 1999), Farrell es ahora capitán del Metropolis FD.

## En otros medios

### Televisión
- En la serie de TV de 1950, Aventuras de Superman, guarda silencio sobre el tema de la ubicación de la ciudad, pero en general, y en un alejamiento de la mayoría de las representaciones de los medios, se filmaron escenas de Metrópolis en Los Ángeles, California. En el primer episodio, "Superman on Earth", hay un clip rápido de lo que parece ser el horizonte de la ciudad de Nueva York visto desde uno de los ríos alrededor de Manhattan, llamado "Metrópolis". Otro episodio temprano menciona que Jimmy es un fanático de los Chicago White Sox. Sin embargo, casi todos los planos exteriores que representan Metrópolis contienen puntos de referencia fácilmente identificables como los de Los Ángeles (como el Ayuntamiento de Los Ángeles o el Observatorio Griffith), o se sabe que se filmaron en lotes de Hollywood. Como afirman los propios créditos del programa, la serie fue filmada en Hollywood.
- Metropolis aparece en The New Adventures of Superman, así como en la serie de televisión Superman de los años 80.
- En la serie de televisión de 1990 Lois y Clark: Las nuevas aventuras de Superman, los hitos de Chicago como el Centro John Hancock, la Torre Tribune, el Edificio Wrigley y el Campo Wrigley son fácilmente identificables. Se hace referencia a la ciudad que tiene el código de área del teléfono 219, que lo ubicaría en el noroeste de Indiana, cerca de chicago. En temporadas posteriores, el área principal de la ciudad se considera llamada "New Troy", como los cómics de la época. Metropolis Channel 6 menciona los deportes profesionales de las Grandes Ligas de Béisbol, The Metropolitans. Más tarde, LSPN, la versión de ESPN de Metropolis, tiene una entrevista con el quarterback Steve Law de los Tigres de Metropolis sobre su próximo juego con los 49ers de San Francisco. De vez en cuando, como en el episodio de la tercera temporada A través de un cristal oscuro, un mapa de Manhattan está claramente identificado como Metrópolis.
- En la serie de televisión Smallville, Metropolis está ubicada en el oeste de Kansas por Dodge City (un viaje de ida y vuelta de seis horas, según algunos episodios). En una entrevista, los creadores de Smallville han declarado que Metropolis está a aproximadamente 256 kilómetros (160 millas) de Smallville. Los personajes se muestran rutinariamente viajando entre Smallville y Metropolis por motivos de trabajo; Lois Lane y Clark Kent viven en Smallville, pero trabajan en el Daily Planet en Metropolis. La sede de LutherCorp también se encuentra en Metrópolis. En el rodaje de la serie, Vancouver y Surrey, Columbia Británica representan Metropolis, por ejemplo, el Marine Building en Vancouver se destaca como el Daily Planet Building y el Central City Building en Surrey como el LuthorCorp. Otros episodios muestran otras ciudades como Metropolis, como Downtown Los Ángeles, Mineápolis (en el episodio de la cuarta temporada "Recruit"), la ciudad de Nueva York y Chicago ; De cualquier manera, Metropolis se presenta como una ciudad limpia y moderna.
- La ciudad aparece en el episodio de The Batman, "The Batman / Superman Story" Pt. 1.
- Metrópolis aparece en el episodio de Batman: The Brave and the Bold "La batalla de los superhéroes".
- En la serie animada de televisión Young Justice, Metrópolis aparece en un mapa de la ubicación real de New Haven, Connecticut.[27]
- Metropolis fue mencionada en el episodio piloto de Supergirl. Más tarde se vio en los episodios "The Adventures of Supergirl" y "The Last Children of Krypton". Se mencionó en el episodio final de la serie de Arrow "Fadeout" , cuando John Diggle y Lyla Michaels hacen planes para mudarse a Metrópolis y Dinah Drake también se unió a ellos. Un mapa en el episodio Marathon de The Flash coloca a Metropolis en Pensilvania muy cerca de la frontera de Delaware y Maryland y de Filadelfia.
- La ciudad se menciona en un episodio de Beware the Batman.
- Metropolis ha sido referenciada en la cuarta temporada de Gotham.
- En enero de 2018, los productores ejecutivos de Gotham John Stephens y Danny Cannon y Warner Bros. TV anunciaron que están desarrollando una precuela de serie de televisión titulada Metropolis. La serie seguirá a Lois Lane y Lex Luthor mientras investigan la ciudad de Metropolis y se estrenarán en el servicio digital de DC, DC Universe.[28]
- Metropolis es el escenario principal de la serie de televisión DC Super Hero Girls; Los personajes principales son estudiantes de la Metropolis High School.
- Metropolis aparece en la serie de televisión Superman & Lois.
- Metrópolis es el escenario principal de la serie de televisión animada Mis aventuras con Superman. Un mapa de la ciudad en el primer episodio, "Adventures of a Normal Man", sugiere que Metrópolis está ubicada cerca de San Francisco, California.

### Acción en vivo
En 1978, Superman: The Movie y sus secuelas, Metropolis se muestra como tomando el lugar de la ciudad de Nueva York. La serie original de películas no hizo ningún intento por ocultar esta similitud, ya que se ven destacados hitos de Nueva York a lo largo de las películas, como la Estatua de la Libertad, el World Trade Center, el Chrysler Building, el Rockefeller Center, la sede de las Naciones Unidas, el Empire State Building, el Puente de Brooklyn, la Terminal Grand Central y las oficinas de New York Daily News. (Sin embargo, en Superman IV: La búsqueda de la paz, en la escena de un tren fuera de control en el sistema de metro "Metro City Transit" de Metropolis, un cartel publicitario en el muro de la estación de metro solicitando donaciones públicas para el esfuerzo de restauración en curso de la Estatua de la Libertad insta a que se envíen las donaciones a "The Lady, PO Box 1986, Nueva York 10018 ", lo que implica que Metrópolis y Nueva York son, de hecho, dos lugares separados). En Superman III, se pueden ver algunos puntos de referencia de Calgary, Alberta, como la Torre de Calgary y el Hotel St. Louis, como partes de la película fueron filmadas allí.
Metrópolis se menciona brevemente en la película Batman Forever. Cuando Dick Grayson (interpretado por Chris O'Donnell) planea encontrar a Dos-Caras, Bruce Wayne mencionó que el circo está a medio camino de Metrópolis.
El director de Superman Returns, Bryan Singer, pretendía que su versión de Metropolis fuera un cruce estilístico entre la década de 1930 en Nueva York y la actual Nueva York. Las muchas tomas de Superman que vuelan por encima de la ciudad establecen que, aunque Metropolis tiene un parque rectangular que recuerda al Central Park, en general, la ciudad tiene una forma ligeramente diferente a la de la ciudad de Nueva York. Varioslugares de interés de la ciudad de Nueva York, como el American International Building, el Battery Park, el MetLife Building, el Woolworth Building, el World Financial Center, el 7 World Trade Center y el Puente de Brooklyn, se mostraron claramente, al igual que la red de calles del bajo Manhattan, con un puente ficticio insertado al norte de Battery Park City y un muelle ficticio en el centro de Battery Park. Sin embargo, el mapa de Metrópolis que se muestra en este artículo trata de hacer que la forma de la ciudad sea lo más diferente posible a la de la ciudad de Nueva York, dado el escenario que se muestra.) Las fotografías de algunos automóviles que se usan en la filmación muestran placas de matrícula con la frase "Estado de Nueva York" a lo largo de la parte inferior, aunque los vehículos destacados (incluido el automóvil de Lois Lane) se muestran en la película con placas que indican "El primer estado" El mapa de Lex Luthor en pantalla muestra a la ciudad como directamente en la ubicación de la ciudad de Nueva York. El diseñador de producción principal, Guy Dyas, dijo en The Art of Superman Returns (Chronicle Books, 2006): "Supongo que eliminamos, creo, la mitad de Nueva Jersey para poner en Metrópolis". El mapa muestra que Metropolis está claramente en su lugar para la ciudad de Nueva York, pero en el estado de Nueva York. Long Island no se mostró. El centro de Manhattan solo se mostró dos veces, ambos en breves tomas aéreas de la ciudad por la noche. El primero tuvo el Empire State Building y el Chrysler Building obstruidos por las nubes, mientras que el GE Buildingera visible. El segundo, los tres edificios aparecerían pero muy brevemente. Las placas muestran el Daily Planet Building como el símbolo principal de Metropolis. Sin el World Trade Center debido a los ataques del 11 de septiembre de 2001 (que tuvieron lugar durante los cinco años de la partida de Superman de la Tierra), el Empire State Building de la vida real, o en este caso el Emperor Building como se menciona en los cómics, sería el más alto en Metrópolis.
En pasadas películas de Superman, se sugirió que Metropolis sería la ciudad de Nueva York. Los hitos como el World Trade Center y la Estatua de la Libertad se vieron en la película. En Superman Returns, Metropolis es la ciudad de Nueva York con pequeños cambios. La película se centró principalmente en el bajo Manhattan, con Midtown Manhattan que solo se muestra dos veces en la distancia. 17 State Street, que es una torre de vidrio reconocible en la punta de la isla, fue reemplazada por una torre de aspecto más antigua y se quitaron las cimas de las dos torres del World Financial Center. Un pequeño grupo de altas Torres Art-Deco junto con el Daily Planet. El edificio fue agregado al horizonte cerca del Centro Cívico. La torre LexCorp nunca apareció en la película; los cómics sugieren que LexCorp tenía una sede central con torres gemelas, lo que sugiere que si aún existían, las torres Norte y Sur del World Trade Center eran las torres LexCorp, pero en 2006, a diferencia de las películas más antiguas de Superman, las Torres Gemelas del World Trade Center no aparecieron, siendo que el escenario es posterior a los ataques del 11 de septiembre de 2001. Se da a entender que el 11 de septiembre se produjo poco después de la partida de 5 años de Superman de la Tierra, ya que en 2006, hace 5 años, era 2001, donde el mundo no estaba en una guerra importante hasta los acontecimientos del 11 de septiembre. A pesar de esto, una toma aérea mostró varios edificios pequeños sobre el sitio, probablemente sugiriendo que nunca existieron, pero una escena rápida mostró imágenes de la Guerra contra el Terror en las noticias de televisión. Partes de Superman Returns se filmaron en Sídney, Australia, y algunos lugares de interés menores en Sídney se pueden identificar, como Martin Place, cuando Superman atrapa el auto. Las placas de los automóviles que establecen el primer estado también pueden referirse a las placas de NSW.
Metropolis aparece extensamente en DC Extended Universe, apareciendo por primera vez en Man of Steel y luego en Batman v Superman: Dawn of Justice y Justice League. Áreas de Vancouver, el centro de Chicago y Detroit se han utilizado como lugares de rodaje para la ciudad, con varios edificios ficticios agregados. Gran parte de Metrópolis se destruye durante la pelea entre Superman y el General Zod en el clímax de la primera película. También parece ser un distrito federal similar a Washington D. C., con un código postal de 33866. El Director Zack Snyder confirmó que Metropolis y Gotham City son retratados como muy cercanos geográficamente, pero están separados por la Bahía de Delaware. En Justice League se revela que hay un túnel subterráneo que conecta los dos, construido como parte del abandonado 'Proyecto Metropolis' en 1929 para conectar las dos ciudades. También hay varias islas ubicadas en la bahía, y una de ellas se llama Isla Braxton. Durante el Super Bowl 50, un anuncio de Turkish Airlines mostró una Metrópolis reconstruida, con Lex Luthor (interpretado por una de las estrellas de la película, Jesse Eisenberg) declarando la ciudad abierta de nuevo. Una versión de "Gotham City" del anuncio, protagonizada por Bruce Wayne de Ben Affleck y compartiendo un tema idéntico, también se emitió durante el juego.

### Animación
Metrópolis también aparece en la mayoría de las películas animadas de DC Comics en las que Superman hace acto de presencia, a saber, Superman: Brainiac Attacks, Superman: Doomsday, Superman/Batman: Public Enemies, Superman/Batman: Apocalypse, All-Star Superman, Justice League: Crisis on Two Earths, Justice League: Doom, Superman vs. The Elite y Superman: Unbound. Además, se menciona en algunos de ellos, como en Superman/Shazam!: The Return of Black Adam. En la película híbrida de acción en vivo / animación Space Jam: A New Legacy, había una escena en la que Supermán evita que un tren fuera de control en Metrópolis se estrelle contra un orfanato. En la nueva película animada de DC Comics, DC Liga de Supermascotas, los famosos superhéroes Krypto y Supermán viven en la ciudad de Metrópolis.

### Videojuegos
Metropolis aparece en varios videojuegos, incluidos Superman, Superman: Shadow of Apokolips, Superman: The Man of Steel, Superman Returns, Mortal Kombat vs. DC Universe, donde se muestra parcialmente en ruinas tras la pelea de la Liga de la Justicia con Darkseid, y aparece en DC Universe Online.
En Batman: Arkham Asylum, un preso afirma que preferiría mudarse a Metrópolis a vivir con miedo al Batman mientras se encuentra en Gotham City. En la secuela del juego, Batman: Arkham City, Batman y Talia al Ghul mencionan tener una cita allí en algún momento antes del juego. Hugo Strange considera replicar el proyecto Arkham City en Metropolis. "Metrópolis" es también la contraseña para abrir el monorraíl. En Batman: Arkham Knight, algunos matones discutirán cómo "lo único que puede empeorar esto es si ese monstruo de Metrópolis llegó aquí".
La ciudad aparece en el juego Injustice: Dioses entre nosotros, en dos formas diferentes: una versión de Prime Earth, en la que el Joker intenta destruir la ciudad con una bomba atómica, y una versión de Earth del universo alternativa, que se produce como resultado El Joker tuvo éxito en su plan, que también involucró la muerte de Lois Lane y el hijo no nacido de Superman. El universo alternativo, o "Régimen", Metrópolis, se utiliza como un escenario de lucha jugable. Aquí, se ha reconstruido en un más distópico ciudad, que es donde el "principal" Batman y Joker terminan cuando son transportados accidentalmente allí. La versión Prime Earth, sin embargo, no es una etapa jugable en el juego, y solo se muestra como un cameo en el modo historia del juego. Una característica notable de cada versión de Metropolis es una estatua que representa a Superman con un globo terráqueo. En el universo Prime, la estatua representa a Superman parado debajo del globo, llevándolo por encima de su cabeza, simbolizando que sigue las reglas del mundo. Por otro lado, en el universo del régimen, la estatua representa a Superman de pie sobre el globo terráqueo con los brazos cruzados, simbolizando que el mundo sigue sus reglas, ya que se ha convertido en un tirano.tras la destrucción de la Metrópolis original y la muerte de Lois Lane y su hijo por nacer. Metrópolis es la única etapa en el juego que tiene tres secciones: las calles de la ciudad, la parte superior del Daily Planet y un museo con trajes y armas de superhéroes del pasado.
En Batman: Arkham Origins, hay una cartelera en Burnley con el nombre de las ciudades, incluida Metrópolis. Lego Dimensions muestra que la ciudad fue tomada por Sauron de la franquicia de El Señor de los Anillos, con él montando la Torre Oscura y el Ojo de Sauron en el centro de la ciudad. Con Superman siendo absorbido en una dimensión alternativa, Batman, Gandalf y Wyldstyle se oponen a Sauron. La ciudad vuelve a ser un escenario jugable en Injustice 2. Las dos secciones consisten en la Estación Memorial (que contiene estatuas de Superman y su caída y la oposición de Lex Luthor) y el bar Ace O 'Clubs. En el modo historia, Metrópolis es una de las ciudades que Superman no puede restaurar en la nave de Brainiac.